# 이승욱 (배우)
이승욱(1993년 8월 12일 ~ )은 대한민국의 배우이다.

## 출연

### 영화
- 《조선주먹》 (2020년) - 최강일 역
- 《곤지암》 (2018년) - 승욱 역

### 드라마
- 《풍경》 (2019년, 웹드라마)
- 《김덕순 연애사무소》 (2017년, 웹드라마) - 최정우 역
- 《웹툰히어로 툰드라쇼 시즌 2》 (2016년, 웹드라마) - 최욱 도령 역
- 《콩트 앤 더 시티》 (2015년, tvN)